# Europa-DX-Diplom

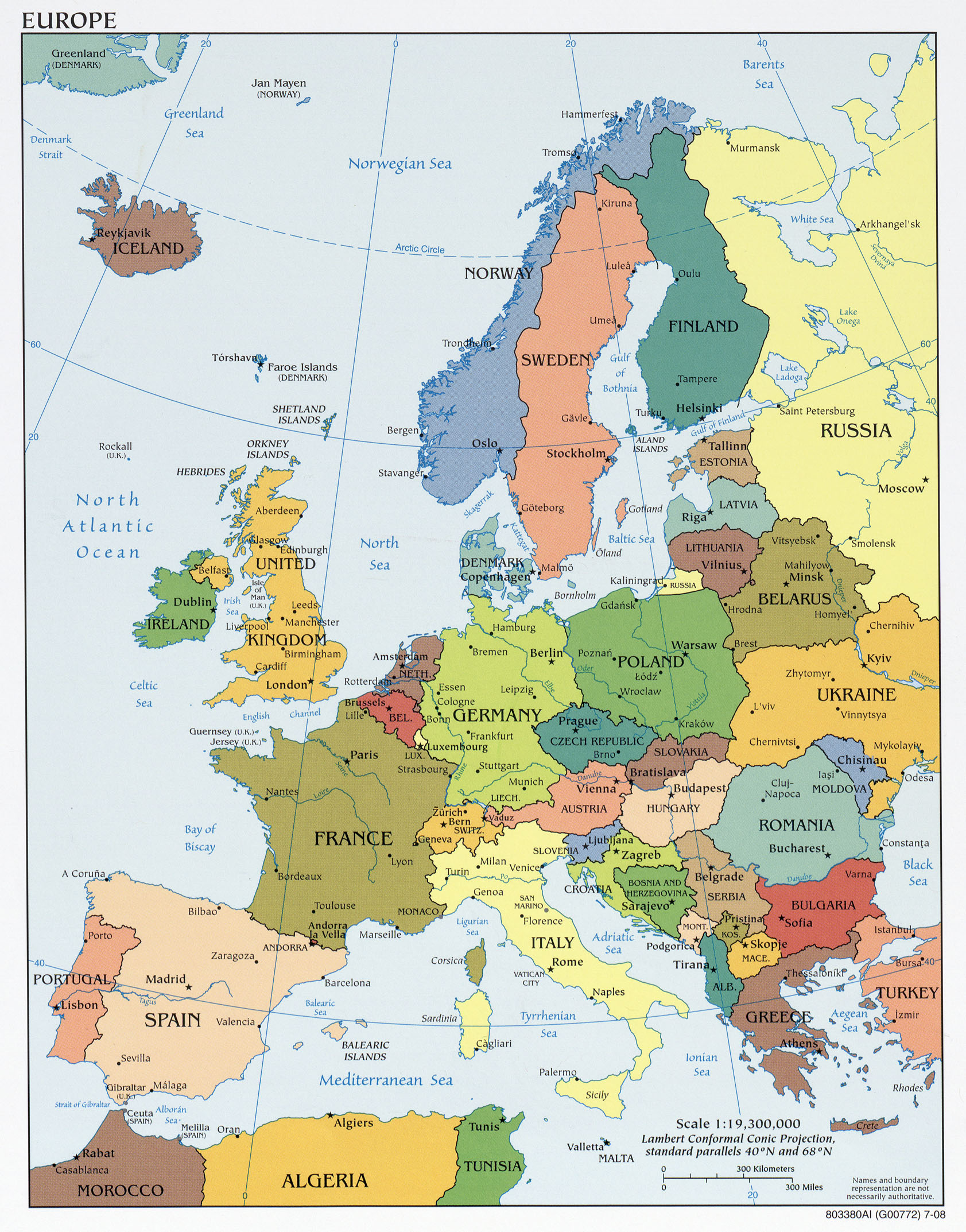
Die Länder Europas

Europa-DX-Diplom, auch EU-DX-Diplom, kurz EU-DX-D oder EUDXD, ist ein Amateurfunkdiplom, das von jedem lizenzierten Funkamateur erworben werden kann. Es wird vom Deutschen Amateur-Radio-Club (DARC), dem größten deutschen Amateurfunkverband, herausgegeben.

## Geschichte
Die Grundidee dieses Diplomes ist es, die funksportliche Leistung von zweiseitigen Funkverbindungen (QSOs) mit Amateurfunkstationen in möglichst vielen Ländern Europas mit Weitverkehrsverbindungen, abgekürzt DX von englisch distant exchange, zu anderen Kontinenten zu kombinieren.
Die erbrachte Leistung wird gemessen anhand der Anzahl der unterschiedlichen Länder, zu denen Funkverbindungen hergestellt werden konnten, die also „gearbeitet“ wurden. Als Betriebsarten sind hierbei Morsen (CW) oder Einseitenbandmodulation (SSB) sowie „gemischt“ (Mixed) erlaubt. Jedes neue Land zählt einen Punkt. Wurde die Verbindung auf 80 m oder auf 160 m etabliert, so gibt es zwei Punkte. Innerhalb eines Kalenderjahrs müssen mindestens 20 Punkte mit europäischen Ländern und mindestens 30 Punkte mit außereuropäischen Ländern erzielt werden, also in Summe mindestens 50 Punkte.
Der Ausdruck „Länder“, genauer spricht man von Entitäten (englisch entities), ist hier übrigens etwas weiter gefasst, als es gemeinhin üblich ist. Ähnlich wie im Fußball zählt auch im Funksport beispielsweise das Vereinigte Königreich nicht als eine Entität, sondern England, Schottland, Wales und Nordirland bilden jeweils eigene Entitäten. Darüber hinaus zählen die Isle of Man, Jersey und Guernsey als weitere eigene Entitäten (siehe auch WAE-Länderliste sowie DXCC-Länderliste unter Weblinks).
Durch weitere Kalenderjahre, in denen ebenfalls mindestens 50 Punkte erzielt werden, erhöht sich die Gesamtpunktzahl. Erreicht diese
- 500 Punkte, so wird eine Ehrennadel verliehen, bei
- 1000 Punkten die EU-DX-Trophy in Form einer Plakette (siehe Weblinks).[2]